# Кубратово
Кубратово е село в Западна България. То се намира в Столична община, област София.

## География
Селото се намира 9 км северно от центъра на гр. София.

## История
През Късната античност (ІІІ-ІV век) тук е имало тухларни работилници, които захранвали строежите в римска Сердика. В местността „Могилата“ през 1906-1907 г. са били намерени множество такива квадратни тухли някои с надписи (сега някои в Археологическия музей в София).
Първоначално селото е носело името Куманиче. Появилата се 11 век чума, принуждава жителите да се заселят в Лозенската планина. Там и днес съществува местност, която се нарича „Куманичките кошари“. След около половин век, родствениците на първите куманичени се връщат в родната земя.
В началото на 15 век селото се преименува в Кумандже, но в края на века и в 16 век продължава да носи първото си име Куманиче.
Интересен е фактът, че през 1859–1860 година жителите на селото събират средства, които предоставят на Софийската „Света Митрополия“ за построяването на катедралния храм „Света Неделя“ в столицата. През 1878 г. тогавашното село Куманица влиза в състава на новоосвободеното Българско княжество. През 1936 г. с министерска заповед е преименувано на Кубратово, което носи и до днес.

## Религии
Изповядва се православно християнство.

## Транспорт
Селото се обслужва от три автобусни линии: 21, 22, 23 и 24 към 8/9 часа сутринта.